# Spearhead
Spearhead — третий мини-альбом (EP) британский дэт-метал группы Bolt Thrower. Вторая и четвёртая композиции альбома представляют собой бонус-треки предыдущего альбома The IVth Crusade. Записан он был также на студии Sawmill Studios, и продюсером был Колин Ричардсон из Earache Records, сопродюсерами его также были участники группы.
Микширование заглавной песни было произведено на Fon Studios в сентябре 1992 года, благодаря Алану Фишу и Стиву Харрису. Сам EP был выпущен в феврале 1993 года.

## Список композиций
- Все песни были написаны группой Bolt Thrower

| №                   | Название                     | Длительность |
| ------------------- | ---------------------------- | ------------ |
| 1.                  | «Spearhead (Extended Remix)» | 8:44         |
| 2.                  | «Crown of Life»              | 5:28         |
| 3.                  | «Dying Creed»                | 4:17         |
| 4.                  | «Lament»                     | 5:36         |
| Общая длительность: | Общая длительность:          | 24:06        |

## Участники
- Карл Уиллетс — вокал
- Гэвин Уорден — гитара
- Барри Томпсон — гитара
- Эндри Уэйл — барабаны
- Джо Бенч — бас-гитара